# Lasianthus euneurus
Lasianthus euneurus är en måreväxtart som beskrevs av Otto Stapf. Lasianthus euneurus ingår i släktet Lasianthus och familjen måreväxter. Inga underarter finns listade i Catalogue of Life.